# Rhipidarctia subminiata
Rhipidarctia subminiata là một loài bướm đêm thuộc phân họ Arctiinae, họ Erebidae.